# Casa-Palacio de Don Juan Manuel González-Longoria
La Casa-Palacio de Don Juan Manuel González-Longoria es un palacio urbano español ubicado en el Barrio de los Jerónimos de Madrid. Fue encargado al arquitecto José Marañón Gómez-Acebo en 1888 por el financiero y diputado Manuel González-Longoria y Cuervo. La obra fue terminada en 1889. Tras heredarlo su hijo en 1925, lo vendió al Colegio Notarial de Madrid, institución que sigue ocupándolo a día de hoy.

## Descripción
La Casa-Palacio debía cumplir una doble función de residencia y lugar de trabajo que fue resuelta por Marañón en una planta rectangular de cuatro pisos con doble acceso; un acceso más suntuoso para el propietario, que da a la calle Juan de Mena y el acceso para carruajes desde la calle Ruiz de Alarcón, que daba al patio y al semisótano, donde se encontraban las cocheras y caballerizas.
El piso principal tiene una distribución y ornamentación palaciega y mantiene los recursos proyectados por Marañón. Vicente Agustí Elguero reformó la casa-palacio una vez fue vendida al Colegio Notarial de Madrid, pero respetó la zona noble y solo modificó los espacios necesarios para el funcionamiento de la institución. En el vestíbulo las paredes se encuentran tapicería y frescos de motivos naturalistas y geométricas que coinciden con la alfombra. Este vestíbulo es antesala al Salón Dorado. Esta sala tiene un área central pintada al fresco por Salvador Martínez Cubells, con representaciones de los mitos de Orfeo y Euridice y Flora y Gea.

## Historia
Esta Casa-Palacio fue proyectada por José Marañón Gómez-Acebo en 1888 por encargo del indiano y financiero asturiano Manuel González-Longoria y Cuervo, diputado del partido conservador, senador del Reino vitalicio desde 1895 y marqués de la Rodriga.
Forma parte del Barrio de los Jerónimos, surgido en la urbanización de 1865 del Ayuntamiento de Madrid en los terrenos sobre los que antes se encontraba el Palacio Real del Buen Retiro, cedido por la Corona al Ministerio de Hacienda.